# Fouras
Fouras  é uma cidade ao sudoeste da França localizada no departamento de Charente-Maritime, na região Nova Aquitânia. Sua população estimada em 2011 é de 4 099 habitantes.

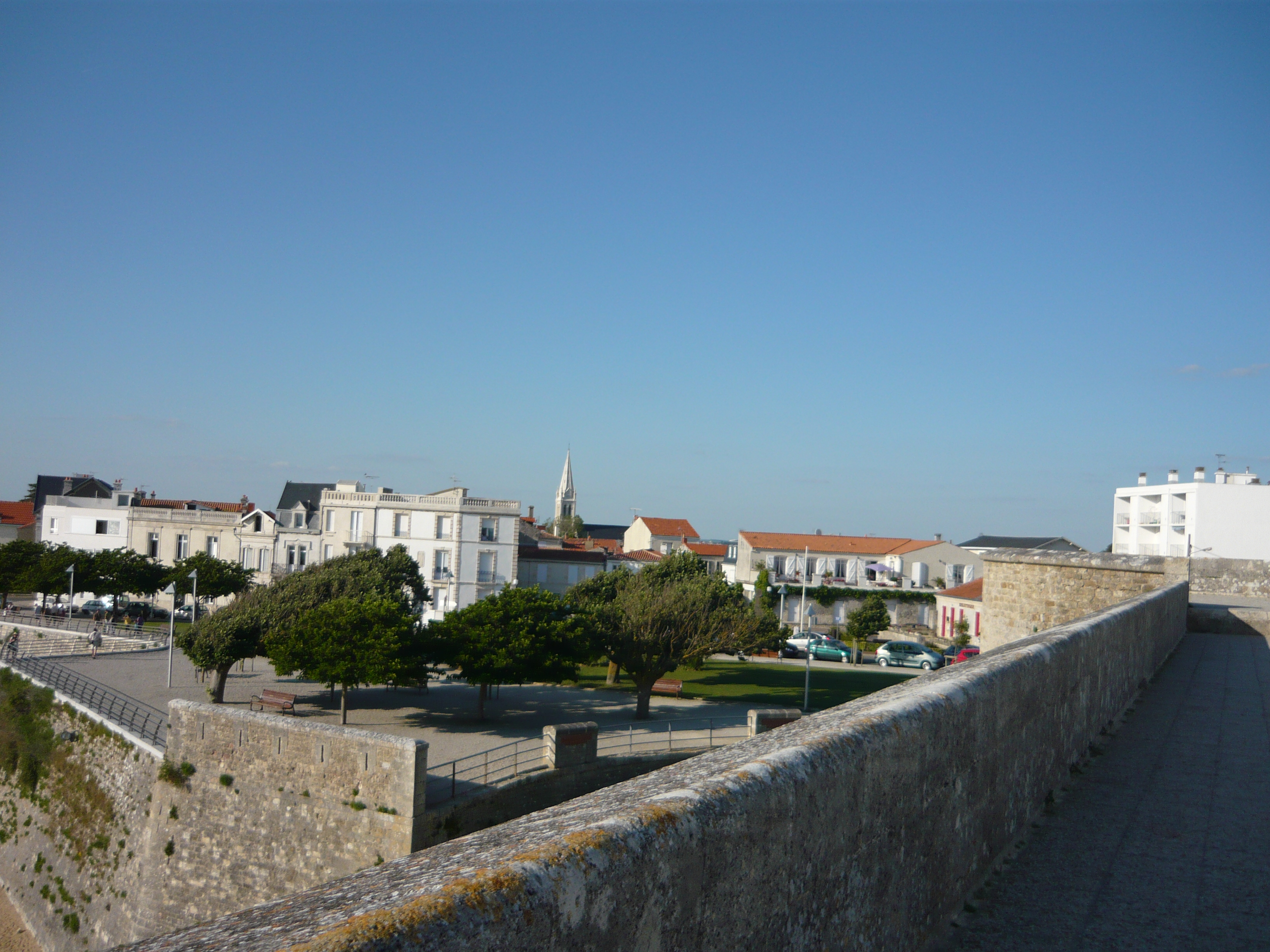
Vista da cidade a partir do Forte de Fouras.